# 4-й Каховський провулок (Житомир)
4-й Каховський провулок — провулок в Богунському районі міста Житомира.

## Характеристики
Розташований на Мальованці. Бере початок з 3-го Каховського провулка. Прямує на південний захід. Завершується перехрестям із Західною вулицею. Протяжність — 180 м.

## Історія
Виник у 1950-х роках. Перша назва — провулок Кармелюка. З 1958 року — чинна назва. До кінця 1960-х років забудова провулка переважно сформувалася.